# Poropuntius
Poropuntius es un género de peces con aletas radiadas de la familia Cyprinidae.

## Especies
El género contiene las siguientes especies:
- Poropuntius alloiopleurus (Vaillant, 1893)
- Poropuntius angustus Kottelat, 2000
- Poropuntius anlaoensis Hoàng, Phạm & Trần, 2024[1]
- Poropuntius bantamensis (Rendahl, 1920)
- Poropuntius birtwistlei (Herre, 1940)
- Poropuntius bolovenensis Roberts, 1998
- Poropuntius burtoni (Mukerji, 1933)
- Poropuntius carinatus (Wu & Lin, 1977)
- Poropuntius chondrorhynchus (Fowler, 1934)
- Poropuntius chonglingchungi (Tchang, 1938)
- Poropuntius clavatus (McClelland, 1845)
- Poropuntius cogginii (Chaudhuri, 1911)
- Poropuntius consternans Kottelat, 2000
- Poropuntius deauratus (Valenciennes, 1842)
- Poropuntius exiguus (Wu & Lin, 1977)
- Poropuntius faucis (Smith, 1945)
- Poropuntius fuxianhuensis (Wang, Zhuang & Gao, 1982)
- Poropuntius genyognathus Roberts, 1998
- Poropuntius hampaloides (Vinciguerra, 1890)
- Poropuntius hathe Roberts, 1998
- Poropuntius heterolepidotus Roberts, 1998
- Poropuntius huangchuchieni (Tchang, 1962)
- Poropuntius huguenini (Bleeker, 1853)
- Poropuntius ikedai (Harada, 1943)
- Poropuntius kontumensis (Chevey, 1934)
- Poropuntius krempfi (Pellegrin & Chevey, 1934)
- Poropuntius laoensis (Günther, 1868)
- Poropuntius lobocheiloides Kottelat, 2000
- Poropuntius malcolmi (Smith, 1945)
- Poropuntius margarianus (Anderson, 1879)
- Poropuntius melanogrammus Roberts, 1998
- Poropuntius normani Smith, 1931
- Poropuntius opisthoptera (Wu, 1977)
- Poropuntius scapanognathus Roberts, 1998
- Poropuntius shanensis (Hora & Mukerji, 1934)
- Poropuntius smedleyi (de Beaufort, 1933)
- Poropuntius solitus Kottelat, 2000
- Poropuntius speleops (Roberts, 1991)
- Poropuntius susanae (Banister, 1973)
- Poropuntius tawarensis (Weber & de Beaufort, 1916)